# Fasti Gerðarrættur
Fasti Gerðarrættur (på dansk den Faste Voldgiftsret) er en færøsk voldgiftsdomstol der behandler arbejdsmarkedskonflikter på det færøske arbejdsmarked svarende til de sager der i Danmark hører under Arbejdsretten eller faglig voldgift. 
Domstolen er oprettet ved overenskomst mellem de færøske arbejder- og arbejdsgiverorganisationer i 2006. Lagtinget har desuden vedtaget en lagtinglov om domstolen, hvorefter domstolen bl.a. modtager statsstøtte i det omfang dens drift ikke finansieres ved retsafgiften.